# Moggridgea australis
Moggridgea australis är en spindelart som beskrevs av Main 1991. Moggridgea australis ingår i släktet Moggridgea och familjen Migidae.
Artens utbredningsområde är Sydaustralien. Inga underarter finns listade i Catalogue of Life.